# Pío Caro Baroja
Pour les articles homonymes, voir Caro et Baroja (homonymie).
Pío Caro Baroja, né à Madrid le 5 avril 1928 et mort à Málaga le 30 novembre 2015 est un cinéaste espagnol, membre de la célèbre famille Baroja originaire de Bera, en Navarre.

## Biographie
Né le 5 avril 1928, il est le fils de l'écrivaine et ethnologue Carmen Baroja et de l'éditeur Rafael Caro Raggio. Il est le petit-fils du journaliste Serafín Baroja, le neveu de l'écrivain Pio Baroja et du couple d'artistes Ricardo Baroja et Carmen Monné, ainsi que le frère de l'universitaire Julio Caro Baroja.
Il fait carrière dans le cinéma documentaire, notamment sur le Pays basque dont les Baruja sont originaires, et a également publié.

## Filmographie

### Réalisateur
- El entierro del conde de Orgaz (1959)
- El Greco en Toledo (1959)
- Los diablos danzantes (1964)
- El Carnaval de Lanz (1964)
- La última vuelta del camino (1965)
- El País Vasco (1966)
- El País Vasco de Pío Baroja (1967)
- El castillo medieval (1969)
- La ciudad medieval (1969)
- El pueblo medieval (1969)
- Romería de la Virgen de la Peña (1969)
- De mar a mar por los Pirineos (1971)

### Scénariste
- El entierro del conde de Orgaz  (1959)
- El Greco en Toledo (1959)
- La última vuelta del camino (1965)
- Romería de la Virgen de la Peña (1969)
- De mar a mar por los Pirineos (1971)